# Eucereon antonia
Eucereon antonia là một loài bướm đêm thuộc phân họ Arctiinae, họ Erebidae.